# Schambachried
Das Schambachried im Treuchtlinger Schambachtal ist etwa elf Kilometer lang und gehört zu den ältesten und mit 7,1 Hektar Größe kleinsten Naturschutzgebieten Mittelfrankens. Es befindet sich anderthalb Kilometer nordöstlich von Treuchtlingen und einen halben Kilometer westlich des Dorfes Schambach im bayerischen Landkreis Weißenburg-Gunzenhausen. Das Tal wird vom namensgebenden Schambach durchflossen, der von Osten kommend bei Treuchtlingen in die Altmühl mündet. Orte, Mühlen und Gehöfte dieses Juratales sind flussabwärts in der Nähe des Ursprungs Laubenthal, dann Suffersheim, Potschmühle, Hammermühle, Flemmühle, Obere Papiermühle, der Ort Schambach, die Untere Papiermühle und schließlich Treuchtlingen. Bei Suffersheim liegt neben den Grundmauern eines mittelalterlichen Kirchenbaues die 1993–95 erbaute neue Gunthildis-Kapelle, die die Form eines Ammoniten hat. Im Naturschutzgebiet befindet sich ein sehr seltenes Kalkflachmoor, eine ehemalige Streuwiese. Im Tal wachsen unter anderem Pfeifengräser, Kleinseggen, Orchideen und Wollgräser.
Anfang April 2023 kam der Schambachried in die überregionalen Schlagzeilen, nachdem im Rahmen von unrechtmäßigen Baggerarbeiten im Auftrag der Stadt Treuchtlingen Teile des Moors entwässert wurden, was den Wasserstand im Moor absenkte und für Schäden im Naturschutzgebiet sorgte.